# Голдберг, Айвен
Айвен Кеннет Голдберг (англ. Ivan Kenneth Goldberg; 14 апреля 1934, Бруклин — 26 ноября 2013, Нью-Йорк) — американский психиатр и психофармаколог.

## Биографические сведения
Родился в Бруклине, в семье Морриса и Флоренс Голдберг. Окончил медицинскую школу Нью-Йоркского университета в 1959 году.
В 1995 году предложил термин интернет-зависимость («Internet Addiction Disorder», IAD), вкладывая в него не медицинский смысл наподобие алкогольной или наркотической зависимости, а поведение со сниженным уровнем самоконтроля, грозящее вытеснить нормальную жизнь. Термин был изначально введён им в виде шутки, однако прижился и начал активно использоваться; позднее он ввёл также диагностические критерии этого расстройства.
Публиковался также в области танатологии, нейроэндокринологии, психофармакологии и клинической диагностики депрессивных расстройств.

## Премии и награды
- 2008—2009 г.г. — Patients' Choice Award
- 2009 год — On-Time Doctor Award